# Hildah Magaia

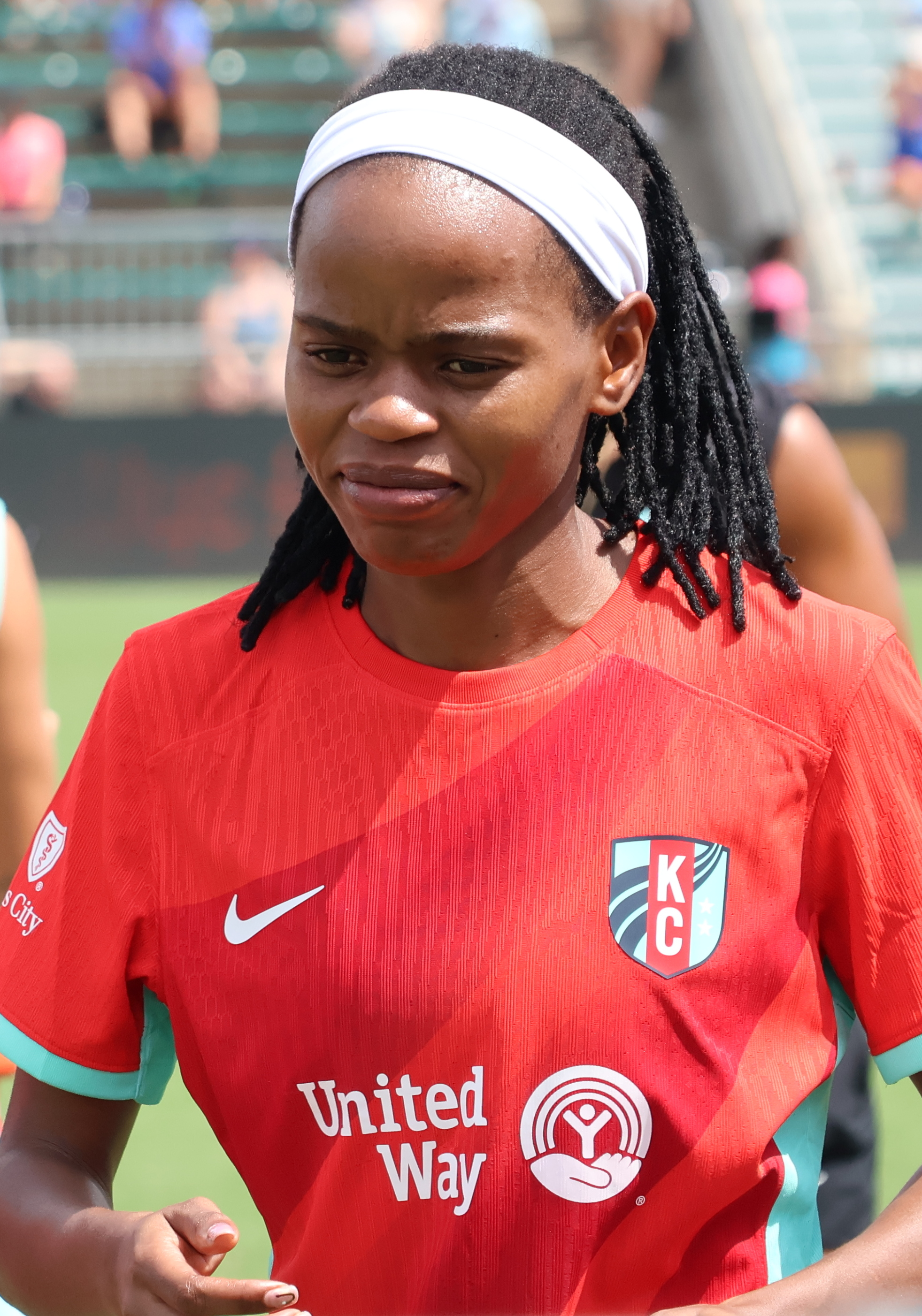
Hildah Magaia, 2024

Hildah Tholakele Magaia (* 16. Dezember 1994 in Dennilton, Limpopo) ist eine südafrikanische Fußballspielerin. Mit der Banyana Banyana gewann sie den Afrika-Cup der Frauen 2022.

## Sportlicher Werdegang
Magaia spielte 2012 kurzzeitig bei den Monsterlus Brazilian Ladies, ehe die Mannschaft aufgrund des Todes des Besitzers auseinanderfiel. Anschließend kehrte sie nach Dennilton zurück, ehe sie zwei Jahre später erneut entdeckt wurde und nach Mamelodi ging, wo sie für ein lokales Team und anschließend bei den Tuks Ladies, dem Team der Universität Pretoria, spielte – zunächst beim Team in Mamelodi, später in Pretoria. Nach der Teilnahme an einem Amateurturnier im Dezember 2016 wechselte sie Anfang 2017 zum Team der Technischen Universität Tshwane, an der sie zunächst ein Trainerstudium begann und 2021 mit einem Diplom in Betriebswirtschaftslehre graduierte. 2019 gewann sie den Meistertitel der SAFA Women’s League. In der folgenden Spielzeit wurde sie mit dem Klub Vizemeisterin und wurde als Fußballerin des Jahres ausgezeichnet.
2021 wechselte Magaia ins Ausland und schloss sich dem schwedischen Klub Morön BK an. Mit dem Zweitligisten belegte sie in der Spielzeit 2021 den sechsten Tabellenplatz, dabei erzielte sie zwölf Tore. Nach nur einer Spielzeit zog sie nach Südkorea weitere und schloss sich Sejong Sportstoto an.
Im Februar 2018 debütierte Magaia im Nationalteam, ihr erstes Länderspiel krönte sie mit einem Tor gegen Lesotho. Mit der Auswahl nahm sie an der Sommer-Universiade 2019 teil, dabei wurde sie Gruppenletzte nach einer 0:8-Niederlage gegen Nordkorea und einer 0:1-Niederlage gegen Kanada. Im Folgejahr nahm sie an der COSAFA Women’s Championship 2020 teil, beim Titelgewinn wurde sie zur Spielerin des Turniers gewählt. Beim Afrika-Cup der Frauen 2022 erreichte sie an der Seite von Refiloe Jane, Jermaine Seoposenwe, Linda Motlhalo, Andile Dlamini und Bambanani Mbane mit dem von Desiree Ellis trainierten Team das Endspiel, in dem sie beim 2:1-Erfolg über Marokko beide Tore erzielte. Neben dem Titelgewinn wurde sie damit zusammen mit Rasheedat Ajibade und Ghizlane Chebbak mit insgesamt drei Treffern Torschützenkönigin.